# KkStB-Tenderreihe 76
| kkStB 76 / KFNB / BBÖ 76 / ÖBB 9076 | kkStB 76 / KFNB / BBÖ 76 / ÖBB 9076                                                                             | kkStB 76 / KFNB / BBÖ 76 / ÖBB 9076                                                                             |
| ----------------------------------- | --- | --- |
|                                     | | |
| Technische Daten                    | | |
|                                     | | Öltender |
| Anzahl der Achsen                   | 3 | 3 |
| Baujahr                             | 1897–1910 | 1897–1910 |
| Stückzahl                           | 718 | 718 |
| Radstand                            | 3200 mm | 3200 mm |
| Laufrad-Ø                           | 995 mm | 995 mm |
| Wasser                              | 14,2 m³ | 14,2 m³ |
| Kohle/Öl                            | 7,2 m³ | 3,5 m³ |
| Leergewicht                         | 15,3 t | 16,6 t |
| Dienstgewicht                       | 36,5 t | 37,6 t |
| gekuppelt mit Lokomotiven           | 6, 106, 206, 306, 108, 9, 10, 110, 210, 310, 910, 329, 429, 60, 160, 170, 270, 470, 174, 80, 180, 280, 380, 100 | 6, 106, 206, 306, 108, 9, 10, 110, 210, 310, 910, 329, 429, 60, 160, 170, 270, 470, 174, 80, 180, 280, 380, 100 |

Die kkStB-Tenderreihe 76 war eine Schlepptenderreihe der k.k. Staatsbahnen (kkStB), die auch von der Kaiser Ferdinands-Nordbahn (KFNB) und von vielen, hier nicht näher genannten Lokalbahnen beschafft wurde.
Die kkStB beschaffte diese Tender für ihre Lokomotiven ab 1897, die KFNB ab 1908.
Sie wurden von der Wiener Neustädter Lokomotivfabrik, von der Lokomotivfabrik der StEG, von der Lokomotivfabrik Floridsdorf, von Ringhoffer in Prag-Smichov, von der Maschinen- und Waggonfabrik Kasimir Lipiński in Sanok, von der Böhmisch-Mährischen Maschinenfabrik und von der Maschinenfabrik Bromovský, Schulz & Sohn in Königgrätz geliefert.
Diese Tenderreihe gehörte zu den Standardtendern der kkStB.